# Tragia ashiae
Tragia ashiae är en törelväxtart som beskrevs av Michael George Gilbert. Tragia ashiae ingår i släktet Tragia och familjen törelväxter.
Artens utbredningsområde är Etiopien. Inga underarter finns listade i Catalogue of Life.